# Aspicera aculeata
Aspicera aculeata är en stekelart som beskrevs av Anders Gustav Dahlbom 1842. Aspicera aculeata ingår i släktet Aspicera, och familjen glattsteklar. Arten är reproducerande i Sverige.